# Campeonato Mundial de Luge de 1959
O Campeonato Mundial de Luge de 1959 foi a 4ª edição da competição e foi disputada entre os dias 7 e 8 de fevereiro em Villard-de-Lans, França.

## Medalhistas
| Evento                        | Ouro                | Prata                | Bronze            |
| Individual masculino detalhes | AUT Herbert Thaler  | AUT Josef Feistmanti | ITA David Moroder |
| Individual feminino detalhes  | AUT Eleonore Lieber | AUT Maria Isser      | AUT Agnes Neuerer |
| Duplas                        | Cancelado           | Cancelado            | Cancelado         |

## Quadro de medalhas
| Ordem | País    |   |   |   |   |
| 1     | Áustria | 2 | 2 | 1 | 5 |
| 2     | Itália  |   |   | 1 | 1 |
| 3     | França  |   |   |   | 0 |